# Unitat del Poble Valencià
Unitat del Poble Valencià (UPV) (en español: Unidad del Pueblo Valenciano) fue un partido político de España, nacido en 1982 como coalición electoral formada entre el Partit Nacionalista del País Valencià (PNPV) y el Agrupament d'Esquerra del País Valencià (AEPV), a la que después se unió (para las elecciones a las Cortes Valencianas de 1983) Esquerra Unida del País Valencià (partido de corta vida sin ninguna relación con la actual EUPV).

## Historia

### Nacimiento
Después de las Elecciones generales de España de 1977, el Partit Socialista del País Valencià (PSPV), principal fuerza política valencianista, recibió un importante revés electoral a causa de su división en dos candidaturas, hecho que llevó a su integración en el PSOE en 1978, adoptando las siglas PSPV-PSOE. Desde 1977, este partido presidía el Consejo Preautonómico del País Valenciano, en la figura del también valencianista Josep Lluís Albiñana. Al mismo tiempo, un pacto entre el PSOE y la UCD en 1979 llevó a que los socialistas abandonaran el Consejo, forzando a que Albiñana dimitiera, y a que Enrique Monsonís, de la UCD, accediera a la presidencia del mismo. Paralelamente, el sector valencianista de UCD, representado por Francesc de Paula Burguera, es marginado y abandona el partido para fundar el Partit Nacionalista del País Valencià, donde también acabaría integrándose Josep Lluís Albiñana. El PNPV se presentaría por primera vez en les elecciones generales de España de 1979, obteniendo 13 828 votos, menos de la mitad de los 31 138 que el PSPV obtuvo en solitario dos años antes.
En 1980 el secretario general del Partit Comunista del País Valencià (PCPV), el nacionalista valenciano Ernest Garcia es destituido al perder una votación interna frente al sector centralista del Partido. En consecuencia, el sector nacionalista valenciano, con Garcia y Doro Balaguer al frente, abandonarían el PCPV. Junto a una escisión "posibilista" del PSAN, capitaneada por Josep Lluís Blasco, y con exmilitantes del PSPV, como Vicent Ventura, que habían rechazado la integración en el PSOE, fundaron un partido político llamado Agrupament d'Esquerra del País Valencià (AEPV).

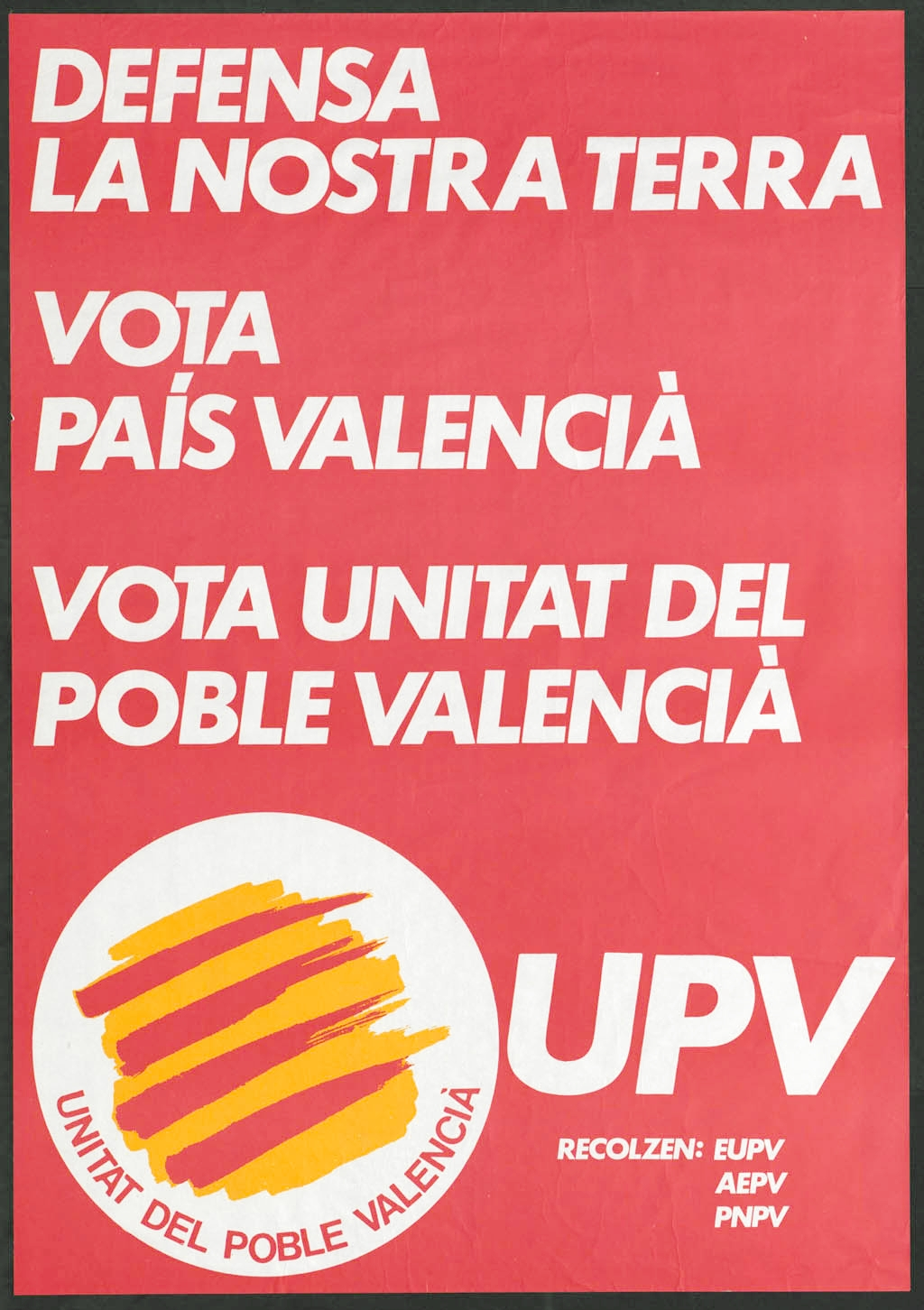
Cartel de 1983 de la Unitat del Poble Valencià (UPV).

En junio de 1982, después de diferentes actos conjuntos, se llegó a un acuerdo para crear una nueva formación, Unitat Valencianista, a partir del PNPV de Francesc de Paula Burguera, el Partido Radical Socialista de Josep Lluís Albiñana, el Partit Socialista Unificat del País Valencià (PSUPV) y Unió Democràtica del País Valencià (UDPV), partido en descomposición desde el que su líder Vicent Ruiz Monrabal ingresó a la UCD. Se intentó sin éxito unir a esta Unitat (valga la redundancia) a partidos nacionalistas de izquierda que posteriormente formarían parte de UPV, como AEPV y EUPV.
Finalmente, en las elecciones generales españolas de octubre de 1982, Unitat Valencianista se convertiría en Unitat del Poble Valencià, como coalición electoral entre los partidos alineados junto al Partit Nacionalista del País Valencià pocos meses antes, y el Agrupament d'Esquerra del País Valencià. La candidatura estuvo encabezada por Francesc de Paula Burguera y obtuvo 18 516 votos.
De cara a las elecciones a las Cortes Valencianas de 1983, a la coalición se suma un tercer partido: Esquerra Unida del País Valencià, otro pequeño partido sin vinculación con ninguna fuerza de ámbito estatal. La candidatura estaba encabezada esta vez por los sectores más izquierdistas de la coalición, con Isidor Balaguer y Carles Mulet, militantes del Agrupament d'Esquerra del País Valencià, como cabezas de lista por Valencia y Alicante; y Vicent Pitarch, militante de Esquerra Unida del País Valencià como cabeza de lista por Castellón. Pese a su precarios medios, Unitat del Poble Valencià obtuvo 58 712 votos, un 3,09 % del total, y aunque quedó fuera de las Cortes Valencianas por la barrera electoral del 5 %, fue la cuarta fuerza política en las primeras elecciones al Parlamento valenciano.

### Partido político

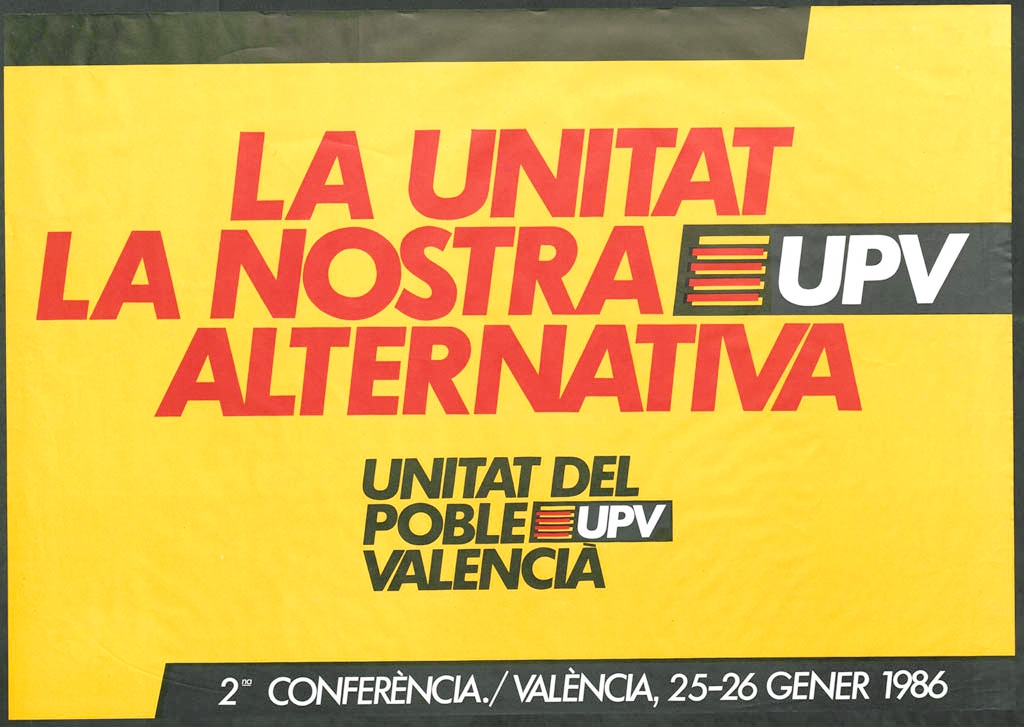
Cartell de 1986 de la Unitat del Poble Valencià.

Frente al éxito relativo en las elecciones de 1983, el Partit Nacionalista del País Valencià y el Agrupament d'Esquerra del País Valencià decidieron disolverse en la UPV, que pasaría a ser un partido político en 1984. Esquerra Unida del País Valencià en cambio decidió no disolverse en UPV, cosa que provocó que parte de la militancia abandonara EUPV para pasar a formar parte de la UPV, donde también se sumó un importante número de simpatizantes que no militaba en ninguna formación anterior. En la Conferencia Constituyente de diciembre de 1984, en la cual fue elegido secretario general Ernest Garcia, la UPV reconocía el "hecho nacional valenciano" de manera ligada a la afirmación de las relaciones históricas de los llamados Países Catalanes y de la unidad de la lengua catalana, reconociendo estos Países Catalanes como ámbito territorial donde se habría de producir este proceso histórico nacional. El partido se definía como una fuerza unitaria del nacionalismo político valenciano, con un posicionamiento de izquierda plural y marcadamente ecologista. En su seno cohabitaron minorías centristas y liberales de carácter progresista.
En las elecciones generales españolas de 1986, con la candidatura encabezada por Ernest Garcia, UPV mejora resultados pero no consigue superar el 2 % de los votos. Ello, unido al hecho de que Izquierda Unida (IU), coalición derivada del Partido Comunista de España (PCE), no superara el 5 % de los votos en la Comunidad Valenciana, propició una coalición entre las dos formaciones izquierdistas de cara a las siguientes elecciones a las Cortes Valencianas, si bien la coalición se aprobó con gran contestación interna, especialmente en UPV donde solamente el 51 % de la militancia se mostró a favor.
La coalición Esquerra Unida - Unitat del Poble Valencià obtuvo 6 diputados a las Cortes Valencianas en las elecciones de 1987, de los cuales 2 fueron de UPV: Pere Mayor, por la circunscripción de Valencia, y Aureli Ferrando, por la de Castellón. Poco tiempo después el pacto se rompió y los diputados de UPV pasaron al Grupo Mixto ante el temor de que IU pudiera absorberlos. Pese a que a nivel parlamentario la ruptura del grupo se hizo de manera tranquila, manteniendo relaciones entre los dos partidos (se llegaron a tener contactos para repetir la coalición de cara a las elecciones a las Cortes Valencianas de 1991), todo el proceso del pacto con IU supuso una importante crisis interna, con tensión entre los sectors más izquierdistas y más nacionalistas durante toda la legislatura. El nuevo revés que UPV padeció en las elecciones generales españolas de 1989 llevó a un refuerzo del perfil izquierdista y ecologista por parte del sector fusteriano, que llegó a considerar que el nacionalismo "ya no era un factor de modernización en el País Valenciano". En la IV "Conferència de País" de 1990, el sector de la Asamblea de Almusafes critica duramente la línea de UPV, proponiendo una enmienda a la totalidad que situara el clivaje nacional en el centro del debate del partido, ya que se criticaba la ambigüedad ideológica de la formación y la trayectoria errática en materia de pactos. Est sector acabaría fundando el Partit Valencià Nacionalista (PVN), con una importante presencia institucional en los pocos municipios donde tuvo implantación.

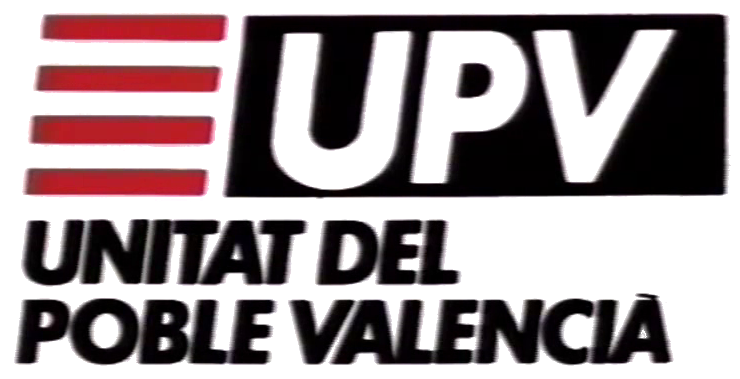
Logotipo de UPV en 1991.

En las elecciones a las Cortes Valencianas de 1991, la UPV se presentó de nuevo en solitario y obtuvo 73 813 votos (3,7 %), mejorando resultados. Con todo, nuevamente no consiguió representación en las Cortes Valencianas debido a la barrera del 5 % que continuaba vigente para conseguir representación en la susodicha institución.
Mientras tanto, el declive de Joan Lerma y el ascenso de Eduardo Zaplana hacen que desde Acció Cultural del País Valencià (ACPV) se impulse la creación del Bloc de Progrés Jaume I, que inició una serie de campañas de movilización política que desde UPV fueron interpretadas como una demanda de voto útil frente al PSPV-PSOE. Eso provocó un distanciamiento entre ACPV y UPV, distanciamiento agravado por la disputa entre el sector de corriente fusteriana y el que se encuadraba en la tercera vía del nacionalismo valenciano. Asimismo, también hubo intelectuales fusterianos, como Toni Mollà, que se posicionaron en contra de la instrumentalización política de ACPV por parte del PSOE.
Asimismo, el ascenso del discurso de la tercera vía, unido al extraparlamentarismo, hacen que en este período UPV tendiera a rehusar tanto explicar sus posturas sobre el llamado hecho nacional valenciano, como a considerar que las opiniones favorables a los Países Catalanes pueden tener un efecto negativo entre el electorado o comenzar a considerar la conveniencia estratégica de un giro valencianista. Mientras los dirigentes de la UPV comenzaban a rebajar las críticas hacia la tercera vía (llamada también "valencianismo de convergencia", el Partit Valencià Nacionalista (PVN) realizaba su primer Consell en 1992 con este objetivo en mente. En las elecciones a las Cortes Valencianas de 1995 los dos partidos participaron en una coalición denominada Unitat del Poble Valencià-Bloc Nacionalista, distanciándose de ACPV y su Bloc de Progrés Jaume I, afín al PSPV-PSOE en opinión de los dirigentes del partido, pero distanciándose también de los sectores pancatalanistas, que veían la aproximación a un partido como el PVN, al que acusaban de neo-blavero, como una traición al paradigma fusteriano.

### Cambio de paradigma político

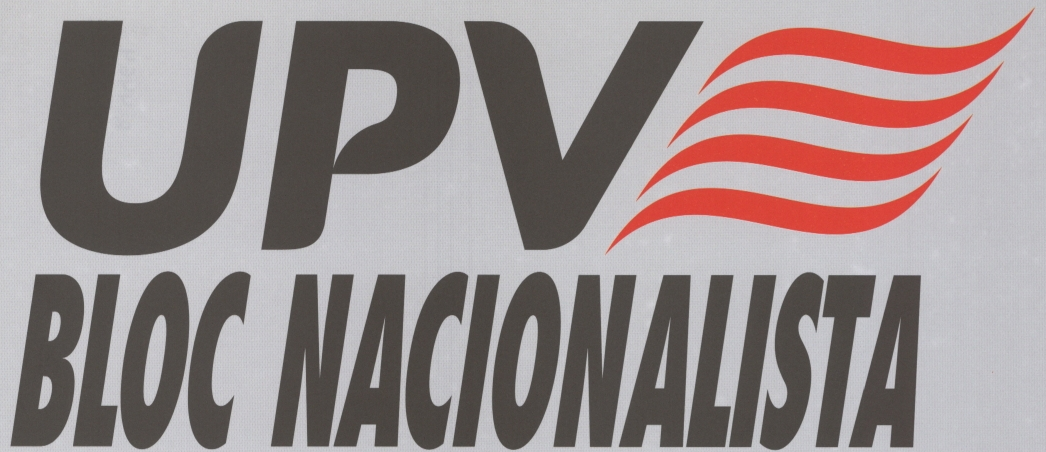
Logotipo de UPV en 1995.

En las elecciones a las Cortes Valencianas de 1995 el Partido Popular de la Comunidad Valenciana (PPCV) gana las elecciones y gobierna con Unió Valenciana (UV) gracias al pacto del pollo. La coalición de UPV obtiene peores resultados electorales que en 1991, afectada por el voto útil hacia el PSPV-PSOE y la fortaleza de Esquerra Unida del País Valencià. Asimismo, en las elecciones municipales celebradas el mismo día la nueva coalición consiguió unos resultados superiores en votos y concejales a los obtenidos por UPV en solitario en 1991.
La crisis de resultados organizativos y electorales agravadas por la barrera del 5 %, así como los cambios en el mapa político valenciano, propiciaron que UPV revisara su línea política, y en el VII Congreso de UPV celebrado en La Eliana en 1996, se asumieron algunas críticas que históricamente había recibido la formación, como la indefinición nacional que UPV había mostrado hasta aquel momento, y optó optar por adaptar sus posiciones a la línea del movimiento que s conocía como tercera via del nacionalismo valenciano, adoptando una estrategia de carácter transversal y de ámbito exclusivamente valenciano. La ponencia oficial reformulaba el marco de referencia, asumiendo el término Nación Valenciana de manera "rotunda", y eliminando el término Países Catalanes de la doctrina del partido. La ponencia política del VII Congreso fue redactada por Joan Francesc Mira, que reflejaría las conclusiones de aquel texto en el libro Sobre la nació dels valencians. Esta adaptación de los postulados de la tercera vía en la izquierda política contó con la intervención de otros militantes históricos como Doro Balaguer o Josep Lluís Blasco. Asimismo, la moderación de las posturas de izquierda harían que un sector se escindiera con el nombre de Esquerra Valenciana en 1998.
A finales de 1998 se celebró el I Congreso para formar el Bloc Nacionalista Valencià. En las elecciones a las Cortes Valencianas de 1999 esta nueva federación obtuvo 102 700 votos (4,6 %). Poco después UPV dejó de actuar como tal, después de que las fuerzas que integraban la coalición se disolvieran dentro del BLOC, que celebró su Congreso Constituyente en el año 2000.

## Candidaturas
| |
| Papeleta electoral al Congreso de 1982 por Valencia. Junto a los candidatos aparecen las siglas de los partidos a que pertenecen. |

|                                                      |
| Papeleta electoral al Congreso de 1986 por Valencia. |

|                                                                   |
| Papeleta electoral a las Cortes Valencianas de 1991 por Valencia. |

| |
| Papeleta electoral municipal de 1995 en el municipio de Valencia. En la lista figuran también candidatos del PVN. |

## Resultados electorales

### Elecciones a Cortes Valencianas
| Comicios | Votos   | %     | Diputados |
| -------- | ------- | ----- | --------- |
| 1983     | 58 712  | 3,1 % | 0/89      |
| 1987*    | 159 579 | 7,9 % | 2/89      |
| 1991     | 73 813  | 3,7 % | 0/89      |
| 1995**   | 64 253  | 2,7 % | 0/89      |

- * En coalición con Esquerra Unida del País Valencià
- ** En coalición con Partit Valencià Nacionalista